# Skoleangrebet i Peshawar 2014
Skoleangrebet i Peshawar 2014 var en terrorhandling i den pakistanske by Peshawar den 16. december 2014, hvor syv bevæbnede medlemmer af Tehreek-e-Taliban Pakistan angreb en offentlig skole. Angrebet er beskrevet som den værste terrorhandling nogensinde i Pakistan. 156 mennesker blev dræbt under angrebet, deriblandt syv terrorister,, af disse var 132 børn i alderen 8 til 18år, resten var ansatte på skolen. Mindst 450 mennesker er blevet såret og mange indlagt på hospitaler rundt om i byen. Mere end 950 studerende og ansatte blev reddet af hæren, da operationen sluttede efter alle syv af terroristerne blev dræbt tidligt om aften af pakistanske soldater. 